# Vaderlandse Orde van Verdienste

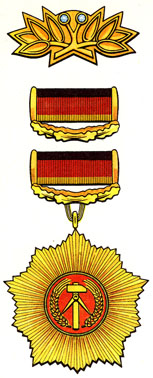
De Vaderlandse Orde van Verdienste en de "Ehrenspange".

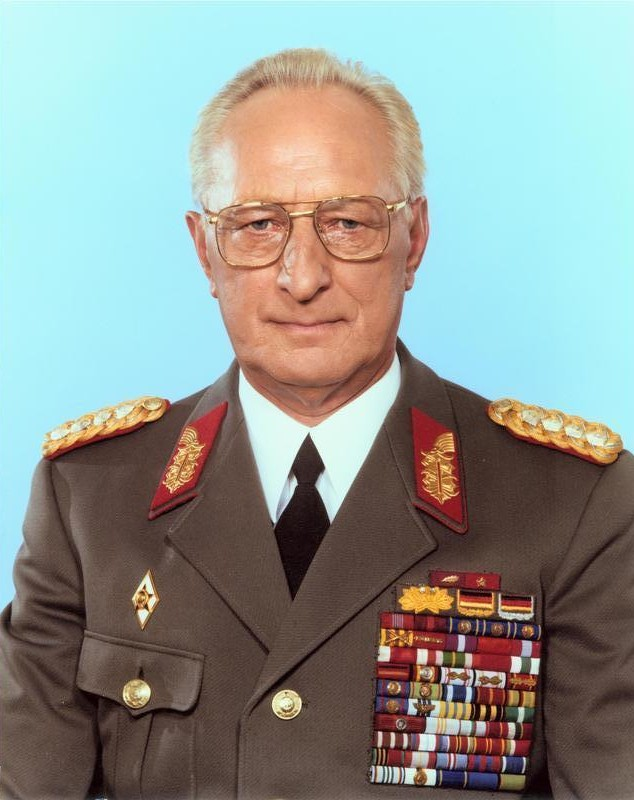
Generaal Heinz Keßler, drager van de Karl Marx-orde en Held van de DDR draagt de Ehrenspange op een bruin lint, de Vaderlandse Orde van Verdienste in zilver en in goud en driemaal de Scharnhorst-orde.

De Vaderlandse Orde van Verdienste, (Duits: Vaterländischer Verdienstorden) was een in 1954 ingestelde orde van verdienste van de Duitse Democratische Republiek. Het was een typisch voorbeeld van een socialistische orde in de vorm van een ster. De orde had geen ridders, alleen dragers.
De orde werd aan personen en instellingen toegekend voor bijzondere verdiensten en verdween samen met de DDR toen het oosten van Duitsland in 1991 met de Bondsrepubliek werd verenigd.
De statuten vermelden drie gronden voor het toekennen van deze orde:
- Verdienste in de strijd van de Duitse en internationale arbeidersbeweging en in de strijd tegen het fascisme,
- Het bouwen, consolideren en versterken van de Duitse Democratische Republiek,
- Verdienste in de strijd voor de vrede en in het versterken van de internationale positie van de Duitse Democratische Republiek

De orde werd in brons, zilver, goud en goud toegekend. Er was ook een "ehrenspange", een gesp voor "speciale verdiensten" die alleen aan dragers van de Vaderlandse Orde van Verdienste in Goud kon worden toegekend.
De gedecoreerden ontvingen eenmalig een dotatie in de vorm van een geldbedrag. Daarnaast was er een jaarlijks pensioen. De toekenning van de gesp gaf tot 10 september 1987 geen recht op een dotatie of een hoger pensioen. In 1987 werd bepaald dat de dragers van de gesp eenmalig recht hadden op een dotatie van 15 000 mark.
Tot 1973 betaalde de regering van de DDR de volgende bedragen als pensioen:
- 250 mark voor de drager van de Vaderlandse Orde van Verdienste in Brons
- 500 mark voor de drager van de Vaderlandse Orde van Verdienste in Zilver
- 1000 mark voor de drager van de Vaderlandse Orde van Verdienste in Goud

Daarna was er slechts een eenmalige dotatie of premie:
- 2500 mark voor de drager van de Vaderlandse Orde van Verdienste in Brons
- 5000 mark voor de drager van de Vaderlandse Orde van Verdienste in Zilver
- 10 000 mark voor de drager van de Vaderlandse Orde van Verdienste in Goud

Bij het onderscheiden van een bedrijf, een instelling of een ander samenwerkingsverband werd er alleen een dotatie betaald wanneer er minder dan tien medewerkers waren.
- 500 mark voor de medewerkers van een met de Vaderlandse Orde van Verdienste in Brons onderscheiden instelling
- 1000 mark voor de medewerkers van een met de Vaderlandse Orde van Verdienste in Zilver onderscheiden instelling
- 2000 mark voor de medewerkers van een met de Vaderlandse Orde van Verdienste in Goud onderscheiden instelling

## Gedecoreerden
Behalve als eerbewijs voor de communistische machthebbers in de DDR was de orde vaak gebruikt om succesvolle sportlieden zoals Olaf Ludwig en Sabine Brehm te decoreren.
Onder de gedecoreerde instellingen vindt men het beroemde Thomanerchor in Leipzig en de Berlijnse dierentuin.
De Duitse Wikipedia geeft een uitgebreid overzicht van de dragers van de Vaderlandse Orde van Verdienste, daaronder zijn mensen uit alle sectoren van de DDR te vinden al lag de nadruk op personen die dicht bij het regime stonden. Op de lijst staan veel regeringsfunctionarissen.

## Het versiersel
De dragers van de Vaderlandse Orde van Verdienste droegen een tienpuntige iets concave ster met zestig stompe smalle stralen en tien stralen met een scherpe punt. In het midden is een rood medaillon met daarop het wapen van de DDR in een eenvoudige uitvoering. Men droeg de ster aan een kort maar breed lint met een montuur in het corresponderende metaal. De beugel tussen ster en lint had de vorm van de in Duitsland van oudsher geliefde eikenbladeren. De Derde Klasse is geheel van brons en het medaillon is bij de versiersel van deze klasse niet geëmailleerd.
Tot 1974 werden de sterren gemaakt van massief goud, zilver of brons, na 1974 werden alleen nog vergulde verzilverde of bronskleurige sterren van het goedkope tombak uitgereikt. Net als bij de versierselen van de andere eretekens van de DDR volgde deze orde de neergang van de Oost-Duitse economie. Er waren geen kostbare metalen en edelmetalen meer beschikbaar.
De achterkant van de sterren is vlak en onversierd. Aan het metalen montuur rond het lint is een speld bevestigd waarmee het versiersel wordt vastgemaakt.
De eregesp of "Ehrenspange" kreeg de vorm van een lauwertak met daarop twee briljanten.
Bij minder formele gelegenheden droegen de gedecoreerde burgers en militairen hun batons, dat was bij deze orde het lint met de eikenbladeren. Burgers droegen het baton desgewenst op hun revers, miulitairen droegen hun baton met het mintuur op de linkerborst vóór hun andere onderscheidingen maar na de eveneens op een lint vastgemaakte miniatuur van de eregesp en de ster van een Held van de Duitse Democratische Republiek. Dat is te zien bij het hiernaast geplaatste portret van de minister van Defensie, generaal Heinz Hoffmann.
Wie de Vaderlandse Orde van Verdienste in zilver droeg legde de bronzen ster desondanks niet af, zo werden ook twee batons gedragen op het uniform.